# Jesús María Echavarría y Aguirre
Jesús María Echavarría y Aguirre (Bacubirito, Sinaloa, 6 de julio de 1858- Saltillo, Coahuila, 5 de abril de 1954), eclesiástico católico mexicano, vicario general de la Diócesis de Sinaloa (1902-1904) y tercer obispo de Saltillo (1904-1954). Partió al exilio en dos ocasiones, la primera (1914-1918) a causa de la Revolución Mexicana  y la segunda (1927-1929) debido a la Guerra Cristera. En ambas ocasiones se radicó en Estados Unidos. El Papa Francisco lo elevó al grado de Venerable el 7 de febrero de 2014.

## Biografía

### Primeros años y formación
Nació en Bacubirito, Sinaloa, el 6 de julio de 1858. Fue el mayor de los doce hijos de Ignacio Echavarría Yáñez (1831-1904) y María del Refugio Aguirre Rochín (1841-1919). Fue bautizado el 18 del mismo mes por el cura José María Pastor. El obispo Pedro Loza y Pardavé le daría la confirmación en enero de 1860.
Ingresó al Seminario de Culiacán en 1878. 

### Sacerdocio
En diciembre de 1885 recibió las órdenes menores y el subdiaconado; el 18 de octubre de 1886 recibiría la ordenación sacerdotal por el obispo José de Jesús María Uriarte. Cantó su primera misa en su población natal el 24 de mayo de 1887.
Fue cura de El Fuerte entre 1888 y 1889. A partir de esta última fecha lo sería del Sagrario de Culiacán y en 1902 sería designado vicario general de la Diócesis de Sinaloa. Cesó en ambos en 1903, cuando el nuevo obispo Uranga y Sáenz lo designó rector del seminario, cargo en el que permaneció hasta el año siguiente.
Fue también capellán del Hospital del Carmen. Introdujo a la diócesis sinaloenses las cofradías de San Vicente de Paúl e Hijas de María. Impulsó el Apostolado de la Oración y promovió la construcción del Santuario del Sagrado Corazón de Jesús en Culiacán.

### Episcopado
Fue preconizado obispo de Saltillo por el Papa Pío X el 16 de diciembre de 1904, tomando posesión a principios del año siguiente. Durante su largo episcopado debió partir al destierro en dos ocasiones: una debido a la revolución constitucionalista que estalló en la jurisdicción de su diócesis y la segunda por su participación en la crisis que condujo a la guerra cristera. En ambos destierros se dirigió a Estados Unidos, radicándose en Florida, Texas y California.
En 1921 fundó la congregación de Hermanas Catequistas Guadalupanas. Esta enterrado en la Catedral de Saltillo. Actualmente se encuentra en proceso de beatificación.